# TýTý 2011
Vyhlášení 21. ročníku ankety TýTý 2011 se konalo 14. dubna 2012 v Divadle na Vinohradech. Večerem provázely Jitka Čvančarová a Tereza Kostková a přímým přenosem jej od 20 hodin vysílala Česká televize.

## Výsledky
| Kategorie                          | Vítěz                | Televize       |
| ---------------------------------- | -------------------- | -------------- |
| Osobnost televizního zpravodajství | Lucie Borhyová       | TV Nova        |
| Sportovní moderátor                | Vojtěch Bernatský    | Česká televize |
| Osobnost televizní publicistiky    | Václav Moravec       | Česká televize |
| Osobnost televizní zábavy          | Ondřej Sokol         | Prima TV       |
| Zpěvák                             | Michal David         |                |
| Zpěvačka                           | Lucie Bílá           |                |
| Herec                              | Rudolf Hrušínský ml. | TV Nova        |
| Herečka                            | Hana Maciuchová      | TV Nova        |
| Seriál roku                        | Vyprávěj             | Česká televize |
| Pořad roku                         | Partička             | Prima TV       |
| Objev roku                         | Tomáš Klus           | Česká televize |
| Absolutní vítěz                    | Partička             | Prima TV       |
| Dvorana slávy                      | Radoslav Brzobohatý  |                |